# (9911) Quantz
(9911) Quantz (4129 T-2) – planetoida z pasa głównego asteroid okrążająca Słońce w ciągu 3,49 lat w średniej odległości 2,3 j.a. Odkryta 29 września 1973 roku.